# Tirreno-Adriatico 2008
La 43e édition de la course cycliste à étapes Tirreno-Adriatico a lieu du 12 au 18 mars 2008. L'épreuve fait partie de l'UCI Europe Tour 2008. Le coureur suisse Fabian Cancellara s'impose au classement final, grâce à sa victoire lors du contre-la-montre de la cinquième étape.

## Présentation

### Le contexte
Disputé simultanément à Paris-Nice, Tirreno-Adriatico a également en commun avec la « course au soleil » d'avoir quitté le UCI ProTour dont il faisait partie depuis 2005. Il se dispute néanmoins sous l'égide de l'Union cycliste internationale, au sein de l'UCI Europe Tour en catégorie 2.HC.

### Parcours
Le parcours de la course, sans étape de montagne, a la particularité de pouvoir sourire à différents types de coureurs. Le contre-la-montre de la cinquième étape peut s'avérer déterminant pour le classement final. Le double champion du monde Fabian Cancellara et Paolo Savoldelli, leader de l'équipe LPR Brakes, en sont les favoris.

### Équipes
Comme Amaury Sport Organisation, organisateur notamment du Tour de France et de Paris-Nice, RCS Sport s'est libérée de l'obligation d'inviter toutes les équipes ProTour. Ainsi, les formations Astana, Crédit agricole et Bouygues Telecom ne sont pas présentes. Les équipes continentales professionnelles Barloworld, Tinkoff Credit Systems, CSF Group Navigare, Serramenti PVC Diquigiovanni, LPR Brakes et Slipstream Chipotle sont invitées.
| ProTeams (15)- Caisse d'Épargne - Cofidis-Le Crédit par Téléphone - CSC - Euskaltel-Euskadi - Gerolsteiner - La Française des jeux - Lampre - Liquigas - Rabobank - Saunier Duval-Scott - AG2R-La Mondiale - Team Milram - High Road - Silence-Lotto - Quick Step Équipes continentales professionnelles (6)- Slipstream-Chipotle - Barloworld - CSF Group-Navigare - Tinkoff Credit Systems - Serramenti PVC Diquigiovanni-Androni Giocattoli - LPR Brakes-Farnese Vini |
| |

### Principaux coureurs
Le tenant du titre Andreas Klöden et son prédécesseur Thomas Dekker sont absents. Trois anciens vainqueurs sont néanmoins au départ : Óscar Freire, Paolo Bettini et Filippo Pozzato.
La plateau de sprinters est des plus relevés : Oscar Freire, Alessandro Petacchi, Tom Boonen, Erik Zabel, Robbie McEwen, Baden Cooke, Gerald Ciolek, Danilo Napolitano, José Joaquín Rojas, Sébastien Chavanel, Danilo Hondo.

## La course
La première étape, une boucle autour de la ville de Civitavecchia, est marquée par l'échappée de Mikhail Ignatiev (Tinkoff Credit Systems) et de Yuriy Krivtsov (AG2R La Mondiale), finalement reprise à 4 kilomètres de l'arrivée. L'Espagnol Óscar Freire (Rabobank) l'emporte au sprint devant Alessandro Petacchi (Milram) et José Joaquín Rojas (Caisse d'Épargne).
La deuxième étape prend la direction de l'Ombrie. Un groupe de six coureurs profite du profil escarpé pour s'échapper. Lors du sprint, Riccardo Riccò (Saunier Duval-Scott) touche la roue de Linus Gerdemann (High Road) alors qu'il semblait le plus fort. Raffaele Illiano (Serramenti Diquigiovanni) en profite pour s'offrir l'étape devant Enrico Gasparotto (Barloworld) qui s'empare lui de la tunique de leader.
La troisième étape se conclut à Montelupone, au terme d'une très difficile montée finale rappelant fortement le Mur de Huy, difficulté finale de la Flèche wallonne. Sur ces pentes atteignant parfois les 20 %, c'est le champion d'Espagne Joaquim Rodríguez (Caisse d'Épargne) qui tire son épingle du jeu et s'impose. Le Suédois Niklas Axelsson (Barloworld) s'empare de la première place du classement général.
La quatrième étape est le théâtre de quelques belles tentatives solitaires, comme celle d'Alessandro Ballan, mais c'est finalement Alessandro Petacchi qui remporte au sprint la victoire, devant Oscar Freire et Filippo Pozzato (Liquigas).
La cinquième étape de ce Tirreno-Adriatico est un contre-la-montre de 26 km entre Macerata et Recanati, décisif pour la victoire finale. Le champion du monde de la spécialité, le Suisse Fabian Cancellara (CSC), s'impose assez largement et s'empare à son tour du maillot de leader.
La sixième étape est la dernière occasion de bouleverser le classement général de cette édition de Tirreno-Adriatico. Dans le final, Enrico Gasparotto, deuxième du classement au départ de l'étape, tente de s'échapper, mais Fabian Cancellara parvient à maintenir ses attaques. On assiste finalement à un sprint en côte, remporté par Oscar Freire, sa deuxième victoire de la semaine, devant Filippo Pozzato.
La septième et dernière étape est comme toujours courue autour de San Benedetto del Tronto. Elle voit la victoire au sprint de Francesco Chicchi (Liquigas) devant Danilo Napolitano (Lampre) et Mark Cavendish (High Road). Arrivé dans le même temps que le vainqueur, Fabian Cancellara remporte l'édition 2008 de Tirreno-Adriatico.

## Étapes
| Étape     | Date    | Villes étapes                                       | type                        | Distance (km) | Vainqueur d'étape | Leader du classement général |
| --------- | ------- | --------------------------------------------------- | --------------------------- | ------------- | ----------------- | ---------------------------- |
| 1re étape | 12 mars | Civitavecchia – Civitavecchia                       | étape de plaine             | 160           | Óscar Freire      | Óscar Freire                 |
| 2e étape  | 13 mars | Civitavecchia – Gubbio                              | étape vallonnée             | 203           | Raffaele Illiano  | Enrico Gasparotto            |
| 3e étape  | 14 mars | Gubbio – Montelupone                                | étape vallonnée             | 195           | Joaquim Rodríguez | Niklas Axelsson              |
| 4e étape  | 15 mars | Porto Recanati – Civitanova Marche                  | étape de plaine             | 166           | Óscar Freire      | Niklas Axelsson              |
| 5e étape  | 16 mars | Macerata – Recanati                                 | contre-la-montre individuel | 26            | Fabian Cancellara | Fabian Cancellara            |
| 6e étape  | 17 mars | Civitanova Marche – Castelfidardo                   | étape de plaine             | 196           | Óscar Freire      | Fabian Cancellara            |
| 7e étape  | 18 mars | San Benedetto del Tronto – San Benedetto del Tronto | étape de plaine             | 176           | Francesco Chicchi | Fabian Cancellara            |

## Résultats

### 1reétape
La première étape s'est déroulée le 12 mars 2008 de Civitavecchia à Civitavecchia, sur une distance de 160 km.
Le Russe Mikhail Ignatiev (Tinkoff Credit Systems) attaque 38 kilomètres après le départ de Civitavecchia. Il est rejoint par Yuriy Krivtsov (AG2R La Mondiale) huit kilomètres plus tard. Les deux coureurs portent leur avance jusqu'à 7 minutes et 45 secondes, mais ne peuvent résister au retour du peloton emmené par les équipes des sprinters. Ils sont repris à quatre kilomètres de l'arrivée.
Dans le dernier kilomètre, Robbie McEwen porte une accélération similaire à celle qui lui avait permis de s'imposer un an auparavant. Il est dépassé cette fois-ci dans les derniers mètres, par Óscar Freire qui s'impose devant Alessandro Petacchi et José Joaquín Rojas.
Freire prend logiquement la tête du classement général devant les autres sprinters et les deux échappés du jour. Krivtsov est meilleur grimpeur, et Rojas meilleur jeune.
| \| Classement de l'étape \| Classement de l'étape \| Classement de l'étape \| Classement de l'étape \| Classement de l'étape \| \| Coureur \| Coureur \| Pays \| Équipe \| Temps \| \| --------------------- \| --------------------- \| --------------------- \| --------------------- \| --------------------- \| \| 1er \| Óscar Freire \| Espagne \| Rabobank \| 4 h 10 min 01 s \| \| 2e \| Alessandro Petacchi \| Italie \| Team Milram \| + 0 s \| \| 3e \| José Joaquín Rojas \| Espagne \| Caisse d'Épargne \| + 0 s \| \| 4e \| Erik Zabel \| Allemagne \| Team Milram \| + 0 s \| \| 5e \| Baden Cooke \| Australie \| Barloworld \| + 0 s \| \| 6e \| Sébastien Chavanel \| France \| La Française des jeux \| + 0 s \| \| 7e \| Gerald Ciolek \| Allemagne \| High Road \| + 0 s \| \| 8e \| Robbie McEwen \| Australie \| Silence-Lotto \| + 0 s \| \| 9e \| Matti Breschel \| Danemark \| CSC \| + 0 s \| \| 10e \| Tiziano Dall'Antonia \| Italie \| CSF Group Navigare \| + 0 s \| |                      |           |                       |                 |
| |                      |           |                       |                 |
| |                      |           |                       |                 |
| Classement de l'étape |                      |           |                       |                 |
| Coureur | Coureur              | Pays      | Équipe                | Temps           |
| 1er | Óscar Freire         | Espagne   | Rabobank              | 4 h 10 min 01 s |
| 2e | Alessandro Petacchi  | Italie    | Team Milram           | + 0 s           |
| 3e | José Joaquín Rojas   | Espagne   | Caisse d'Épargne      | + 0 s           |
| 4e | Erik Zabel           | Allemagne | Team Milram           | + 0 s           |
| 5e | Baden Cooke          | Australie | Barloworld            | + 0 s           |
| 6e | Sébastien Chavanel   | France    | La Française des jeux | + 0 s           |
| 7e | Gerald Ciolek        | Allemagne | High Road             | + 0 s           |
| 8e | Robbie McEwen        | Australie | Silence-Lotto         | + 0 s           |
| 9e | Matti Breschel       | Danemark  | CSC                   | + 0 s           |
| 10e | Tiziano Dall'Antonia | Italie    | CSF Group Navigare    | + 0 s           |

| \| Classement général \| Classement général \| Classement général \| Classement général \| Classement général \| \| Coureur \| Coureur \| Pays \| Équipe \| Temps \| \| ------------------ \| ------------------- \| ------------------ \| ---------------------- \| ------------------ \| \| 1er \| Óscar Freire \| Espagne \| Rabobank \| 4 h 09 min 51 s \| \| 2e \| Alessandro Petacchi \| Italie \| Team Milram \| + 4 s \| \| 3e \| José Joaquín Rojas \| Espagne \| Caisse d'Épargne \| + 6 s \| \| 4e \| Mikhail Ignatiev \| Russie \| Tinkoff Credit Systems \| + 7 s \| \| 5e \| Markus Fothen \| Allemagne \| Gerolsteiner \| + 8 s \| \| 6e \| Yuriy Krivtsov \| Ukraine \| AG2R-La Mondiale \| + 9 s \| \| 7e \| Erik Zabel \| Allemagne \| Team Milram \| + 10 s \| \| 8e \| Baden Cooke \| Australie \| Barloworld \| + 10 s \| \| 9e \| Sébastien Chavanel \| France \| La Française des jeux \| + 10 s \| \| 10e \| Gerald Ciolek \| Allemagne \| High Road \| + 10 s \| |                     |           |                        |                 |
| |                     |           |                        |                 |
| |                     |           |                        |                 |
| Classement général |                     |           |                        |                 |
| Coureur | Coureur             | Pays      | Équipe                 | Temps           |
| 1er | Óscar Freire        | Espagne   | Rabobank               | 4 h 09 min 51 s |
| 2e | Alessandro Petacchi | Italie    | Team Milram            | + 4 s           |
| 3e | José Joaquín Rojas  | Espagne   | Caisse d'Épargne       | + 6 s           |
| 4e | Mikhail Ignatiev    | Russie    | Tinkoff Credit Systems | + 7 s           |
| 5e | Markus Fothen       | Allemagne | Gerolsteiner           | + 8 s           |
| 6e | Yuriy Krivtsov      | Ukraine   | AG2R-La Mondiale       | + 9 s           |
| 7e | Erik Zabel          | Allemagne | Team Milram            | + 10 s          |
| 8e | Baden Cooke         | Australie | Barloworld             | + 10 s          |
| 9e | Sébastien Chavanel  | France    | La Française des jeux  | + 10 s          |
| 10e | Gerald Ciolek       | Allemagne | High Road              | + 10 s          |

### 2eétape
La deuxième étape s'est déroulée le 13 mars 2008 entre Civitavecchia et Gubbio, sur une distance de 203 km.
Quatre kilomètres après le départ de Civitavecchia, les Italiens Daniele Contrini (Tinkoff Credit Systems) et Fortunato Baliani (CSF Group Navigare) sont les premiers à attaquer. Le peloton les laisse prendre près de huit minutes d'avance, mais les reprend au 179e kilomètre, peu avant Pérouse. La course s'anime à nouveau dans la grand prix de la montagne du Belvedere. À la suite d'une attaque de Niklas Axelsson, six hommes se portent en tête : Axelsson, son coéquipier de l'équipe Diquigiovanni Raffaele Illiano, Enrico Gasparotto (Barloworld), Linus Gerdemann (High Road), et les deux Italiens de Saunier Duval Riccardo Riccò et Eros Capecchi.
Alors que ce groupe s'apprête à disputer le sprint, Gerdemann et Ricco entrent en contact, provoquant la chute de ce dernier. Sur la ligne d'arrivée, Raffaele Illiano devance Enrico Gasparotto ; Axelsson complète le podium. Un groupe de 21 coureurs arrive 32 secondes plus tard. Il comprend notamment Danilo Di Luca, Alessandro Ballan, Paolo Savoldelli, Fabian Cancellara. Le leader du classement général Óscar Freire rejoint Gubbio plus de huit minutes plus tard, en compagnie de la plupart des sprinters.
Illiano ayant perdu du temps lors de la première étape, Enrico Gasparotto est le nouveau maillot bleu, devant Axelsson et Gerdemann.
| \| Classement de l'étape \| Classement de l'étape \| Classement de l'étape \| Classement de l'étape \| Classement de l'étape \| \| Coureur \| Coureur \| Pays \| Équipe \| Temps \| \| --------------------- \| --------------------- \| --------------------- \| ----------------------------------------------- \| --------------------- \| \| 1er \| Raffaele Illiano \| Italie \| Serramenti PVC Diquigiovanni-Androni Giocattoli \| 5 h 01 min 10 s \| \| 2e \| Enrico Gasparotto \| Italie \| Barloworld \| + 0 s \| \| 3e \| Niklas Axelsson \| Suède \| Serramenti PVC Diquigiovanni-Androni Giocattoli \| + 3 s \| \| 4e \| Linus Gerdemann \| Allemagne \| High Road \| + 9 s \| \| 5e \| Riccardo Riccò \| Italie \| Saunier Duval-Scott \| + 17 s \| \| 6e \| Eros Capecchi \| Italie \| Saunier Duval-Scott \| + 17 s \| \| 7e \| Filippo Pozzato \| Italie \| Liquigas \| + 32 s \| \| 8e \| Alessandro Ballan \| Italie \| Lampre \| + 32 s \| \| 9e \| Emanuele Sella \| Italie \| CSF Group Navigare \| + 32 s \| \| 10e \| Daniele Pietropolli \| Italie \| LPR Brakes-Ballan \| + 32 s \| |                     |           |                                                 |                 |
| |                     |           |                                                 |                 |
| |                     |           |                                                 |                 |
| Classement de l'étape |                     |           |                                                 |                 |
| Coureur | Coureur             | Pays      | Équipe                                          | Temps           |
| 1er | Raffaele Illiano    | Italie    | Serramenti PVC Diquigiovanni-Androni Giocattoli | 5 h 01 min 10 s |
| 2e | Enrico Gasparotto   | Italie    | Barloworld                                      | + 0 s           |
| 3e | Niklas Axelsson     | Suède     | Serramenti PVC Diquigiovanni-Androni Giocattoli | + 3 s           |
| 4e | Linus Gerdemann     | Allemagne | High Road                                       | + 9 s           |
| 5e | Riccardo Riccò      | Italie    | Saunier Duval-Scott                             | + 17 s          |
| 6e | Eros Capecchi       | Italie    | Saunier Duval-Scott                             | + 17 s          |
| 7e | Filippo Pozzato     | Italie    | Liquigas                                        | + 32 s          |
| 8e | Alessandro Ballan   | Italie    | Lampre                                          | + 32 s          |
| 9e | Emanuele Sella      | Italie    | CSF Group Navigare                              | + 32 s          |
| 10e | Daniele Pietropolli | Italie    | LPR Brakes-Ballan                               | + 32 s          |

| \| Classement général \| Classement général \| Classement général \| Classement général \| Classement général \| \| Coureur \| Coureur \| Pays \| Équipe \| Temps \| \| ------------------ \| ------------------ \| ------------------ \| ----------------------------------------------- \| ------------------ \| \| 1er \| Enrico Gasparotto \| Italie \| Barloworld \| 9 h 11 min 05 s \| \| 2e \| Niklas Axelsson \| Suède \| Serramenti PVC Diquigiovanni-Androni Giocattoli \| + 2 s \| \| 3e \| Linus Gerdemann \| Allemagne \| High Road \| + 6 s \| \| 4e \| Riccardo Riccò \| Italie \| Saunier Duval-Scott \| + 23 s \| \| 5e \| Eros Capecchi \| Italie \| Saunier Duval-Scott \| + 36 s \| \| 6e \| Danilo Di Luca \| Italie \| LPR Brakes-Ballan \| + 37 s \| \| 7e \| Markus Fothen \| Allemagne \| Gerolsteiner \| + 38 s \| \| 8e \| Luis Pasamontes \| Espagne \| Caisse d'Épargne \| + 38 s \| \| 9e \| Luca Mazzanti \| Italie \| Tinkoff Credit Systems \| + 38 s \| \| 10e \| Alessandro Ballan \| Italie \| Lampre \| + 38 s \| |                   |           |                                                 |                 |
| |                   |           |                                                 |                 |
| |                   |           |                                                 |                 |
| Classement général |                   |           |                                                 |                 |
| Coureur | Coureur           | Pays      | Équipe                                          | Temps           |
| 1er | Enrico Gasparotto | Italie    | Barloworld                                      | 9 h 11 min 05 s |
| 2e | Niklas Axelsson   | Suède     | Serramenti PVC Diquigiovanni-Androni Giocattoli | + 2 s           |
| 3e | Linus Gerdemann   | Allemagne | High Road                                       | + 6 s           |
| 4e | Riccardo Riccò    | Italie    | Saunier Duval-Scott                             | + 23 s          |
| 5e | Eros Capecchi     | Italie    | Saunier Duval-Scott                             | + 36 s          |
| 6e | Danilo Di Luca    | Italie    | LPR Brakes-Ballan                               | + 37 s          |
| 7e | Markus Fothen     | Allemagne | Gerolsteiner                                    | + 38 s          |
| 8e | Luis Pasamontes   | Espagne   | Caisse d'Épargne                                | + 38 s          |
| 9e | Luca Mazzanti     | Italie    | Tinkoff Credit Systems                          | + 38 s          |
| 10e | Alessandro Ballan | Italie    | Lampre                                          | + 38 s          |

### 3eétape
La troisième étape s'est déroulée le 14 mars 2008 entre Gubbio et Montelupone, sur une distance de 195 km.
Trente-et-un kilomètres après le départ de Gubbio, José Vicente García Acosta (Caisse d'Épargne) et Lloyd Mondory (AG2R La Mondiale) s'échappent. Leur avance croît jusqu'à huit minutes. Au premier passage sur la ligne d'arrivée à Montelupone, Mondory a trente secondes d'avance sur Garcia Acosta, et une minute et vingt-cinq secondes sur un groupe de poursuivants comprenant le maillot bleu Enrico Gasparotto. Les deux coureurs de tête sont repris par le groupe emmené par les équipes LPR Brakes et Serramenti PVC Diquigiovanni. Une dernière attaque de Giovanni Visconti à un kilomètre de l'arrivée est reprise à l'amorce du final. Les deux derniers hectomètres, avec une pente maximale de 20 %, voient le champion d'Espagne Joaquim Rodríguez se détacher et remporter seul l'étape avec douze secondes d'avance sur Danilo Di Luca, Niklas Axelsson et Thomas Lövkvist.
Arrivé sixième avec 22 secondes de retard, Gasparotto cède le maillot jaune à Axelsson, à nouveau troisième d'étape.
| \| Classement de l'étape \| Classement de l'étape \| Classement de l'étape \| Classement de l'étape \| Classement de l'étape \| \| Coureur \| Coureur \| Pays \| Équipe \| Temps \| \| --------------------- \| --------------------- \| --------------------- \| ----------------------------------------------- \| --------------------- \| \| 1er \| Joaquim Rodríguez \| Espagne \| Caisse d'Épargne \| 4 h 44 min 59 s \| \| 2e \| Danilo Di Luca \| Italie \| LPR Brakes-Ballan \| + 12 s \| \| 3e \| Niklas Axelsson \| Suède \| Serramenti PVC Diquigiovanni-Androni Giocattoli \| + 12 s \| \| 4e \| Thomas Lövkvist \| Suède \| High Road \| + 12 s \| \| 5e \| Leonardo Piepoli \| Italie \| Saunier Duval-Scott \| + 17 s \| \| 6e \| Enrico Gasparotto \| Italie \| Barloworld \| + 22 s \| \| 7e \| Markus Fothen \| Allemagne \| Gerolsteiner \| + 23 s \| \| 8e \| Tadej Valjavec \| Slovénie \| AG2R-La Mondiale \| + 26 s \| \| 9e \| Emanuele Sella \| Italie \| CSF Group Navigare \| + 26 s \| \| 10e \| Fabian Cancellara \| Suisse \| CSC \| + 26 s \| |                   |           |                                                 |                 |
| |                   |           |                                                 |                 |
| |                   |           |                                                 |                 |
| Classement de l'étape |                   |           |                                                 |                 |
| Coureur | Coureur           | Pays      | Équipe                                          | Temps           |
| 1er | Joaquim Rodríguez | Espagne   | Caisse d'Épargne                                | 4 h 44 min 59 s |
| 2e | Danilo Di Luca    | Italie    | LPR Brakes-Ballan                               | + 12 s          |
| 3e | Niklas Axelsson   | Suède     | Serramenti PVC Diquigiovanni-Androni Giocattoli | + 12 s          |
| 4e | Thomas Lövkvist   | Suède     | High Road                                       | + 12 s          |
| 5e | Leonardo Piepoli  | Italie    | Saunier Duval-Scott                             | + 17 s          |
| 6e | Enrico Gasparotto | Italie    | Barloworld                                      | + 22 s          |
| 7e | Markus Fothen     | Allemagne | Gerolsteiner                                    | + 23 s          |
| 8e | Tadej Valjavec    | Slovénie  | AG2R-La Mondiale                                | + 26 s          |
| 9e | Emanuele Sella    | Italie    | CSF Group Navigare                              | + 26 s          |
| 10e | Fabian Cancellara | Suisse    | CSC                                             | + 26 s          |

| \| Classement général \| Classement général \| Classement général \| Classement général \| Classement général \| \| Coureur \| Coureur \| Pays \| Équipe \| Temps \| \| ------------------ \| ------------------ \| ------------------ \| ----------------------------------------------- \| ------------------ \| \| 1er \| Niklas Axelsson \| Suède \| Serramenti PVC Diquigiovanni-Androni Giocattoli \| 13 h 56 min 14 s \| \| 2e \| Enrico Gasparotto \| Italie \| Barloworld \| + 10 s \| \| 3e \| Joaquim Rodríguez \| Espagne \| Caisse d'Épargne \| + 18 s \| \| 4e \| Linus Gerdemann \| Allemagne \| High Road \| + 24 s \| \| 5e \| Danilo Di Luca \| Italie \| LPR Brakes-Ballan \| + 32 s \| \| 6e \| Thomas Lövkvist \| Suède \| High Road \| + 40 s \| \| 7e \| Markus Fothen \| Allemagne \| Gerolsteiner \| + 50 s \| \| 8e \| Emanuele Sella \| Italie \| CSF Group Navigare \| + 54 s \| \| 9e \| Tadej Valjavec \| Slovénie \| AG2R-La Mondiale \| + 54 s \| \| 10e \| Fabian Cancellara \| Suisse \| CSC \| + 54 s \| |                   |           |                                                 |                  |
| |                   |           |                                                 |                  |
| |                   |           |                                                 |                  |
| Classement général |                   |           |                                                 |                  |
| Coureur | Coureur           | Pays      | Équipe                                          | Temps            |
| 1er | Niklas Axelsson   | Suède     | Serramenti PVC Diquigiovanni-Androni Giocattoli | 13 h 56 min 14 s |
| 2e | Enrico Gasparotto | Italie    | Barloworld                                      | + 10 s           |
| 3e | Joaquim Rodríguez | Espagne   | Caisse d'Épargne                                | + 18 s           |
| 4e | Linus Gerdemann   | Allemagne | High Road                                       | + 24 s           |
| 5e | Danilo Di Luca    | Italie    | LPR Brakes-Ballan                               | + 32 s           |
| 6e | Thomas Lövkvist   | Suède     | High Road                                       | + 40 s           |
| 7e | Markus Fothen     | Allemagne | Gerolsteiner                                    | + 50 s           |
| 8e | Emanuele Sella    | Italie    | CSF Group Navigare                              | + 54 s           |
| 9e | Tadej Valjavec    | Slovénie  | AG2R-La Mondiale                                | + 54 s           |
| 10e | Fabian Cancellara | Suisse    | CSC                                             | + 54 s           |

### 4eétape
La quatrième étape s'est déroulée le 15 mars 2008 entre Porto Recanati et Civitanova Marche, sur une distance de 167 km.
Après un début de course animé par de nombreuses offensives infructueuses, Renaud Dion (AG2R La Mondiale) et Juan José Oroz (Euskaltel-Euskadi) , rejoints ensuite par Sven Krauss (Gerolsteiner) parviennent à prendre durablement le large. Ils ne sont repris par le peloton qu'à moins de vingt kilomètres de l'arrivée. Une attaque d'Andrea Tonti et Alessandro Ballan dans la côte de Corva emmène une vingtaine de coureurs dans son sillage. L'équipe Milram entre alors en scène et se lance efficacement à la poursuite du groupe, le rattrapant à huit kilomètres avant Civitanova Marche. Elle poursuit son travail dans les derniers hectomètres avec Erik Zabel emmenant Alessandro Petacchi. Le sprinter italien s'impose devant Óscar Freire et Filippo Pozzato.
Le classement général ne subit pas de changement notable, Niklas Axelsson en demeurant le leader.
Remportée par Alessandro Petacchi, la victoire est attribuée à Óscar Freire après la confirmation par le Tribunal arbitral du sport de la suspension de Petacchi pour un an à compter du 1er novembre 2007.
| \| Classement de l'étape \| Classement de l'étape \| Classement de l'étape \| Classement de l'étape \| Classement de l'étape \| \| Coureur \| Coureur \| Pays \| Équipe \| Temps \| \| --------------------- \| --------------------- \| --------------------- \| --------------------- \| --------------------- \| \| 1er \| Alessandro Petacchi \| Italie \| Team Milram \| DQ \| \| 1er \| Óscar Freire \| Espagne \| Rabobank \| + 0 s \| \| 2e \| Filippo Pozzato \| Italie \| Liquigas \| + 0 s \| \| 3e \| Gerald Ciolek \| Allemagne \| High Road \| + 0 s \| \| 4e \| José Joaquín Rojas \| Espagne \| Caisse d'Épargne \| + 0 s \| \| 5e \| Daniele Pietropolli \| Italie \| LPR Brakes-Ballan \| + 0 s \| \| 6e \| Enrico Gasparotto \| Italie \| Barloworld \| + 0 s \| \| 7e \| Maximiliano Richeze \| Argentine \| CSF Group Navigare \| + 0 s \| \| 8e \| Heinrich Haussler \| Allemagne \| Gerolsteiner \| + 0 s \| \| 9e \| Tom Boonen \| Belgique \| Quick Step \| + 0 s \| |                     |           |                    |       |
| |                     |           |                    |       |
| |                     |           |                    |       |
| Classement de l'étape |                     |           |                    |       |
| Coureur | Coureur             | Pays      | Équipe             | Temps |
| 1er | Alessandro Petacchi | Italie    | Team Milram        | DQ    |
| 1er | Óscar Freire        | Espagne   | Rabobank           | + 0 s |
| 2e | Filippo Pozzato     | Italie    | Liquigas           | + 0 s |
| 3e | Gerald Ciolek       | Allemagne | High Road          | + 0 s |
| 4e | José Joaquín Rojas  | Espagne   | Caisse d'Épargne   | + 0 s |
| 5e | Daniele Pietropolli | Italie    | LPR Brakes-Ballan  | + 0 s |
| 6e | Enrico Gasparotto   | Italie    | Barloworld         | + 0 s |
| 7e | Maximiliano Richeze | Argentine | CSF Group Navigare | + 0 s |
| 8e | Heinrich Haussler   | Allemagne | Gerolsteiner       | + 0 s |
| 9e | Tom Boonen          | Belgique  | Quick Step         | + 0 s |

| \| Classement général \| Classement général \| Classement général \| Classement général \| Classement général \| \| Coureur \| Coureur \| Pays \| Équipe \| Temps \| \| ------------------ \| ------------------ \| ------------------ \| ----------------------------------------------- \| ------------------ \| \| 1er \| Niklas Axelsson \| Suède \| Serramenti PVC Diquigiovanni-Androni Giocattoli \| 17 h 56 min 12 s \| \| 2e \| Enrico Gasparotto \| Italie \| Barloworld \| + 10 s \| \| 3e \| Joaquim Rodríguez \| Espagne \| Caisse d'Épargne \| + 18 s \| \| 4e \| Linus Gerdemann \| Allemagne \| High Road \| + 24 s \| \| 5e \| Danilo Di Luca \| Italie \| LPR Brakes-Ballan \| + 32 s \| \| 6e \| Thomas Lövkvist \| Suède \| High Road \| + 40 s \| \| 7e \| Markus Fothen \| Allemagne \| Gerolsteiner \| + 50 s \| \| 8e \| Emanuele Sella \| Italie \| CSF Group Navigare \| + 54 s \| \| 9e \| Tadej Valjavec \| Slovénie \| AG2R-La Mondiale \| + 54 s \| \| 10e \| Fabian Cancellara \| Suisse \| CSC \| + 54 s \| |                   |           |                                                 |                  |
| |                   |           |                                                 |                  |
| |                   |           |                                                 |                  |
| Classement général |                   |           |                                                 |                  |
| Coureur | Coureur           | Pays      | Équipe                                          | Temps            |
| 1er | Niklas Axelsson   | Suède     | Serramenti PVC Diquigiovanni-Androni Giocattoli | 17 h 56 min 12 s |
| 2e | Enrico Gasparotto | Italie    | Barloworld                                      | + 10 s           |
| 3e | Joaquim Rodríguez | Espagne   | Caisse d'Épargne                                | + 18 s           |
| 4e | Linus Gerdemann   | Allemagne | High Road                                       | + 24 s           |
| 5e | Danilo Di Luca    | Italie    | LPR Brakes-Ballan                               | + 32 s           |
| 6e | Thomas Lövkvist   | Suède     | High Road                                       | + 40 s           |
| 7e | Markus Fothen     | Allemagne | Gerolsteiner                                    | + 50 s           |
| 8e | Emanuele Sella    | Italie    | CSF Group Navigare                              | + 54 s           |
| 9e | Tadej Valjavec    | Slovénie  | AG2R-La Mondiale                                | + 54 s           |
| 10e | Fabian Cancellara | Suisse    | CSC                                             | + 54 s           |

### 5eétape
La cinquième étape s'est déroulée le 16 mars 2008 entre Macerata et Recanati. Cette étape est un contre-la-montre qui se déroula dans la province de Macerata sur une distance de 26 kilomètres.
Long de 26 kilomètres, ce contre-la-montre présente débute par 6800 mètres en pente descendante à 3,6 %. Les treize kilomètres suivant sont plats, avant une portion montante à 5,3 % sur 3400 mètres. Les trois derniers kilomètres menant à Recanati sont plats.
Parti parmi les premiers, l'Américain David Zabriskie (Slipstream Chipotle) détient le meilleur temps durant la majeure partie de l'étape. Il faut attendre Fabian Cancellara (CSC), double champion du monde du contre-la-montre et favori du jour, pour trouver un nouveau leader. Aucun des coureurs partis après le Suisse ne parvient à égaler sa performance. À une moyenne de 46,313 km/h, Cancellare remporte l'étape et prend le maillot bleu de leader à Niklas Axelsson, trentième à deux minutes et vingt-six secondes. Seuls trois coureurs parviennent à limiter l'écart avec Cancellara à moins d'une minute sur les 26 kilomètres parcourus : Zabriskie, Thomas Lövkvist et Marcus Fothen. Ces deux derniers en profitent en se rapprochant au classement général, respectivement aux troisième et cinquième places.
Linus Gerdemann termine neuvième de l'étape malgré sa chute. Il ne prend cependant pas le départ le lendemain, souffrant d'une fracture du fémur
| \| Classement de l'étape \| Classement de l'étape \| Classement de l'étape \| Classement de l'étape \| Classement de l'étape \| \| Coureur \| Coureur \| Pays \| Équipe \| Temps \| \| --------------------- \| --------------------- \| --------------------- \| ---------------------- \| --------------------- \| \| 1er \| Fabian Cancellara \| Suisse \| CSC \| 33 min 41 s \| \| 2e \| David Zabriskie \| États-Unis \| Slipstream-Chipotle \| + 22 s \| \| 3e \| Thomas Lövkvist \| Suède \| High Road \| + 52 s \| \| 4e \| Markus Fothen \| Allemagne \| Gerolsteiner \| + 56 s \| \| 5e \| Enrico Gasparotto \| Italie \| Barloworld \| + 59 s \| \| 6e \| Mikhail Ignatiev \| Russie \| Tinkoff Credit Systems \| + 1 min 08 s \| \| 7e \| Gustav Larsson \| Suède \| CSC \| + 1 min 11 s \| \| 8e \| Giovanni Visconti \| Italie \| Quick Step \| + 1 min 14 s \| \| 9e \| Linus Gerdemann \| Allemagne \| High Road \| + 1 min 15 s \| \| 10e \| Manuel Quinziato \| Italie \| Liquigas \| + 1 min 16 s \| |                   |            |                        |              |
| |                   |            |                        |              |
| |                   |            |                        |              |
| Classement de l'étape |                   |            |                        |              |
| Coureur | Coureur           | Pays       | Équipe                 | Temps        |
| 1er | Fabian Cancellara | Suisse     | CSC                    | 33 min 41 s  |
| 2e | David Zabriskie   | États-Unis | Slipstream-Chipotle    | + 22 s       |
| 3e | Thomas Lövkvist   | Suède      | High Road              | + 52 s       |
| 4e | Markus Fothen     | Allemagne  | Gerolsteiner           | + 56 s       |
| 5e | Enrico Gasparotto | Italie     | Barloworld             | + 59 s       |
| 6e | Mikhail Ignatiev  | Russie     | Tinkoff Credit Systems | + 1 min 08 s |
| 7e | Gustav Larsson    | Suède      | CSC                    | + 1 min 11 s |
| 8e | Giovanni Visconti | Italie     | Quick Step             | + 1 min 14 s |
| 9e | Linus Gerdemann   | Allemagne  | High Road              | + 1 min 15 s |
| 10e | Manuel Quinziato  | Italie     | Liquigas               | + 1 min 16 s |

| \| Classement général \| Classement général \| Classement général \| Classement général \| Classement général \| \| Coureur \| Coureur \| Pays \| Équipe \| Temps \| \| ------------------ \| ------------------ \| ------------------ \| ----------------------------------------------- \| ------------------ \| \| 1er \| Fabian Cancellara \| Suisse \| CSC \| 18 h 30 min 47 s \| \| 2e \| Enrico Gasparotto \| Italie \| Barloworld \| + 16 s \| \| 3e \| Thomas Lövkvist \| Suède \| High Road \| + 40 s \| \| 4e \| Linus Gerdemann \| Allemagne \| High Road \| + 46 s \| \| 5e \| Markus Fothen \| Allemagne \| Gerolsteiner \| + 53 s \| \| 6e \| Niklas Axelsson \| Suède \| Serramenti PVC Diquigiovanni-Androni Giocattoli \| + 1 min 32 s \| \| 7e \| Gustav Larsson \| Suède \| CSC \| + 1 min 36 s \| \| 8e \| Filippo Pozzato \| Italie \| Liquigas \| + 1 min 50 s \| \| 9e \| Alessandro Ballan \| Italie \| Lampre \| + 1 min 51 s \| \| 10e \| Tadej Valjavec \| Slovénie \| AG2R-La Mondiale \| + 1 min 53 s \| |                   |           |                                                 |                  |
| |                   |           |                                                 |                  |
| |                   |           |                                                 |                  |
| Classement général |                   |           |                                                 |                  |
| Coureur | Coureur           | Pays      | Équipe                                          | Temps            |
| 1er | Fabian Cancellara | Suisse    | CSC                                             | 18 h 30 min 47 s |
| 2e | Enrico Gasparotto | Italie    | Barloworld                                      | + 16 s           |
| 3e | Thomas Lövkvist   | Suède     | High Road                                       | + 40 s           |
| 4e | Linus Gerdemann   | Allemagne | High Road                                       | + 46 s           |
| 5e | Markus Fothen     | Allemagne | Gerolsteiner                                    | + 53 s           |
| 6e | Niklas Axelsson   | Suède     | Serramenti PVC Diquigiovanni-Androni Giocattoli | + 1 min 32 s     |
| 7e | Gustav Larsson    | Suède     | CSC                                             | + 1 min 36 s     |
| 8e | Filippo Pozzato   | Italie    | Liquigas                                        | + 1 min 50 s     |
| 9e | Alessandro Ballan | Italie    | Lampre                                          | + 1 min 51 s     |
| 10e | Tadej Valjavec    | Slovénie  | AG2R-La Mondiale                                | + 1 min 53 s     |

### 6eétape
La sixième étape s'est déroulée le 17 mars 2008 entre Civitanova Marche et Castelfidardo, sur une distance de 196 km.
| \| Classement de l'étape \| Classement de l'étape \| Classement de l'étape \| Classement de l'étape \| Classement de l'étape \| \| Coureur \| Coureur \| Pays \| Équipe \| Temps \| \| --------------------- \| --------------------- \| --------------------- \| ----------------------------------------------- \| --------------------- \| \| 1er \| Óscar Freire \| Espagne \| Rabobank \| 4 h 46 min 44 s \| \| 2e \| Filippo Pozzato \| Italie \| Liquigas \| + 0 s \| \| 3e \| Danilo Di Luca \| Italie \| LPR Brakes-Ballan \| + 0 s \| \| 4e \| Giovanni Visconti \| Italie \| Quick Step \| + 0 s \| \| 5e \| Tadej Valjavec \| Slovénie \| AG2R-La Mondiale \| + 0 s \| \| 6e \| Thomas Lövkvist \| Suède \| High Road \| + 0 s \| \| 7e \| Emanuele Sella \| Italie \| CSF Group Navigare \| + 0 s \| \| 8e \| José Serpa \| Colombie \| Serramenti PVC Diquigiovanni-Androni Giocattoli \| + 0 s \| \| 9e \| Niklas Axelsson \| Suède \| Serramenti PVC Diquigiovanni-Androni Giocattoli \| + 0 s \| \| 10e \| Markus Fothen \| Allemagne \| Gerolsteiner \| + 0 s \| |                   |           |                                                 |                 |
| |                   |           |                                                 |                 |
| |                   |           |                                                 |                 |
| Classement de l'étape |                   |           |                                                 |                 |
| Coureur | Coureur           | Pays      | Équipe                                          | Temps           |
| 1er | Óscar Freire      | Espagne   | Rabobank                                        | 4 h 46 min 44 s |
| 2e | Filippo Pozzato   | Italie    | Liquigas                                        | + 0 s           |
| 3e | Danilo Di Luca    | Italie    | LPR Brakes-Ballan                               | + 0 s           |
| 4e | Giovanni Visconti | Italie    | Quick Step                                      | + 0 s           |
| 5e | Tadej Valjavec    | Slovénie  | AG2R-La Mondiale                                | + 0 s           |
| 6e | Thomas Lövkvist   | Suède     | High Road                                       | + 0 s           |
| 7e | Emanuele Sella    | Italie    | CSF Group Navigare                              | + 0 s           |
| 8e | José Serpa        | Colombie  | Serramenti PVC Diquigiovanni-Androni Giocattoli | + 0 s           |
| 9e | Niklas Axelsson   | Suède     | Serramenti PVC Diquigiovanni-Androni Giocattoli | + 0 s           |
| 10e | Markus Fothen     | Allemagne | Gerolsteiner                                    | + 0 s           |

| \| Classement général \| Classement général \| Classement général \| Classement général \| Classement général \| \| Coureur \| Coureur \| Pays \| Équipe \| Temps \| \| ------------------ \| ------------------ \| ------------------ \| ----------------------------------------------- \| ------------------ \| \| 1er \| Fabian Cancellara \| Suisse \| CSC \| 23 h 17 min 31 s \| \| 2e \| Enrico Gasparotto \| Italie \| Barloworld \| + 16 s \| \| 3e \| Thomas Lövkvist \| Suède \| High Road \| + 40 s \| \| 4e \| Markus Fothen \| Allemagne \| Gerolsteiner \| + 53 s \| \| 5e \| Niklas Axelsson \| Suède \| Serramenti PVC Diquigiovanni-Androni Giocattoli \| + 1 min 32 s \| \| 6e \| Gustav Larsson \| Suède \| CSC \| + 1 min 36 s \| \| 7e \| Filippo Pozzato \| Italie \| Liquigas \| + 1 min 50 s \| \| 8e \| Alessandro Ballan \| Italie \| Lampre \| + 1 min 51 s \| \| 9e \| Tadej Valjavec \| Slovénie \| AG2R-La Mondiale \| + 1 min 53 s \| \| 10e \| Ryder Hesjedal \| Canada \| Slipstream-Chipotle \| + 1 min 53 s \| |                   |           |                                                 |                  |
| |                   |           |                                                 |                  |
| |                   |           |                                                 |                  |
| Classement général |                   |           |                                                 |                  |
| Coureur | Coureur           | Pays      | Équipe                                          | Temps            |
| 1er | Fabian Cancellara | Suisse    | CSC                                             | 23 h 17 min 31 s |
| 2e | Enrico Gasparotto | Italie    | Barloworld                                      | + 16 s           |
| 3e | Thomas Lövkvist   | Suède     | High Road                                       | + 40 s           |
| 4e | Markus Fothen     | Allemagne | Gerolsteiner                                    | + 53 s           |
| 5e | Niklas Axelsson   | Suède     | Serramenti PVC Diquigiovanni-Androni Giocattoli | + 1 min 32 s     |
| 6e | Gustav Larsson    | Suède     | CSC                                             | + 1 min 36 s     |
| 7e | Filippo Pozzato   | Italie    | Liquigas                                        | + 1 min 50 s     |
| 8e | Alessandro Ballan | Italie    | Lampre                                          | + 1 min 51 s     |
| 9e | Tadej Valjavec    | Slovénie  | AG2R-La Mondiale                                | + 1 min 53 s     |
| 10e | Ryder Hesjedal    | Canada    | Slipstream-Chipotle                             | + 1 min 53 s     |

### 7eétape
La septième et dernière étape s'est déroulée le 18 mars 2008 entre San Benedetto del Tronto et San Benedetto del Tronto, sur une distance de 176 kilomètres.
Le parcours de cette dernière étape s'effectue autour de San Benedetto del Tronto. Après un passage à l'intérieur des terres, comprenant une difficulté à Cossignano, il revient sur la côte pour les sept tours d'un circuit de dix kilomètres.
Passé en tête à Cossignano, Lloyd Mondory (AG2R La Mondiale) s'empare pour un point du maillot vert du meilleur grimpeur de Juan José Oroz (Euskaltel-Euskadi). Deux coéquipiers de ce dernier, Íñigo Landaluze et Egoi Martínez s'échappent au début du parcours en circuit. Leur avance n'excède pas trois minutes sur le peloton emmené par les équipes de sprinters, notamment Lampre et Milram. Ils sont repris dans le dernier tour.
Vainqueurs durant la semaine, Alessandro Petacchi et Óscar Freire ne participent pas au sprint final. L'Italien Francesco Chicchi (Liquigas) franchit le premier la ligne d'arrivée devant Danilo Napolitano (Lampre) et Mark Cavendish (High Road).
Fabian Cancellara, non-inquiété durant cette étape, termine avec le premier peloton et remporte ce Tirreno-Adriatico 2008 devant Enrico Gasparotto et Thomas Lövkvist, meilleur jeune de cette édition,.
| \| Classement de l'étape \| Classement de l'étape \| Classement de l'étape \| Classement de l'étape \| Classement de l'étape \| \| Coureur \| Coureur \| Pays \| Équipe \| Temps \| \| --------------------- \| --------------------- \| --------------------- \| ----------------------------------------------- \| --------------------- \| \| 1er \| Francesco Chicchi \| Italie \| Liquigas \| 4 h 50 min 50 s \| \| 2e \| Danilo Napolitano \| Italie \| Lampre \| + 0 s \| \| 3e \| Mark Cavendish \| Royaume-Uni \| High Road \| + 0 s \| \| 4e \| Robbie McEwen \| Australie \| Silence-Lotto \| + 0 s \| \| 5e \| Danilo Hondo \| Allemagne \| Serramenti PVC Diquigiovanni-Androni Giocattoli \| + 0 s \| \| 6e \| Maximiliano Richeze \| Argentine \| CSF Group Navigare \| + 0 s \| \| 7e \| Aliaksandr Usau \| Biélorussie \| AG2R-La Mondiale \| + 0 s \| \| 8e \| José Joaquín Rojas \| Espagne \| Caisse d'Épargne \| + 0 s \| \| 9e \| Erik Zabel \| Allemagne \| Team Milram \| + 0 s \| \| 10e \| Baden Cooke \| Australie \| Barloworld \| + 0 s \| |                     |             |                                                 |                 |
| |                     |             |                                                 |                 |
| |                     |             |                                                 |                 |
| Classement de l'étape |                     |             |                                                 |                 |
| Coureur | Coureur             | Pays        | Équipe                                          | Temps           |
| 1er | Francesco Chicchi   | Italie      | Liquigas                                        | 4 h 50 min 50 s |
| 2e | Danilo Napolitano   | Italie      | Lampre                                          | + 0 s           |
| 3e | Mark Cavendish      | Royaume-Uni | High Road                                       | + 0 s           |
| 4e | Robbie McEwen       | Australie   | Silence-Lotto                                   | + 0 s           |
| 5e | Danilo Hondo        | Allemagne   | Serramenti PVC Diquigiovanni-Androni Giocattoli | + 0 s           |
| 6e | Maximiliano Richeze | Argentine   | CSF Group Navigare                              | + 0 s           |
| 7e | Aliaksandr Usau     | Biélorussie | AG2R-La Mondiale                                | + 0 s           |
| 8e | José Joaquín Rojas  | Espagne     | Caisse d'Épargne                                | + 0 s           |
| 9e | Erik Zabel          | Allemagne   | Team Milram                                     | + 0 s           |
| 10e | Baden Cooke         | Australie   | Barloworld                                      | + 0 s           |

| \| Classement général \| Classement général \| Classement général \| Classement général \| Classement général \| \| Coureur \| Coureur \| Pays \| Équipe \| Temps \| \| ------------------ \| ------------------ \| ------------------ \| ----------------------------------------------- \| ------------------ \| \| 1er \| Fabian Cancellara \| Suisse \| CSC \| 28 h 06 min 01 s \| \| 2e \| Enrico Gasparotto \| Italie \| Barloworld \| + 16 s \| \| 3e \| Thomas Lövkvist \| Suède \| High Road \| + 40 s \| \| 4e \| Markus Fothen \| Allemagne \| Gerolsteiner \| + 53 s \| \| 5e \| Niklas Axelsson \| Suède \| Serramenti PVC Diquigiovanni-Androni Giocattoli \| + 1 min 32 s \| \| 6e \| Gustav Larsson \| Suède \| CSC \| + 1 min 36 s \| \| 7e \| Filippo Pozzato \| Italie \| Liquigas \| + 1 min 44 s \| \| 8e \| Ryder Hesjedal \| Canada \| Slipstream-Chipotle \| + 1 min 53 s \| \| 9e \| Patxi Vila \| Espagne \| Lampre \| + 2 min 34 s \| \| 10e \| Tom Stubbe \| Belgique \| La Française des jeux \| + 2 min 45 s \| |                   |           |                                                 |                  |
| |                   |           |                                                 |                  |
| |                   |           |                                                 |                  |
| Classement général |                   |           |                                                 |                  |
| Coureur | Coureur           | Pays      | Équipe                                          | Temps            |
| 1er | Fabian Cancellara | Suisse    | CSC                                             | 28 h 06 min 01 s |
| 2e | Enrico Gasparotto | Italie    | Barloworld                                      | + 16 s           |
| 3e | Thomas Lövkvist   | Suède     | High Road                                       | + 40 s           |
| 4e | Markus Fothen     | Allemagne | Gerolsteiner                                    | + 53 s           |
| 5e | Niklas Axelsson   | Suède     | Serramenti PVC Diquigiovanni-Androni Giocattoli | + 1 min 32 s     |
| 6e | Gustav Larsson    | Suède     | CSC                                             | + 1 min 36 s     |
| 7e | Filippo Pozzato   | Italie    | Liquigas                                        | + 1 min 44 s     |
| 8e | Ryder Hesjedal    | Canada    | Slipstream-Chipotle                             | + 1 min 53 s     |
| 9e | Patxi Vila        | Espagne   | Lampre                                          | + 2 min 34 s     |
| 10e | Tom Stubbe        | Belgique  | La Française des jeux                           | + 2 min 45 s     |

## Classements

### Classement général
| \| Classement général \| Classement général \| Classement général \| Classement général \| Classement général \| \| Coureur \| Coureur \| Pays \| Équipe \| Temps \| \| ------------------ \| ------------------ \| ------------------ \| ----------------------------------------------- \| ------------------ \| \| 1er \| Fabian Cancellara \| Suisse \| CSC \| 28 h 06 min 01 s \| \| 2e \| Enrico Gasparotto \| Italie \| Barloworld \| + 16 s \| \| 3e \| Thomas Lövkvist \| Suède \| High Road \| + 40 s \| \| 4e \| Markus Fothen \| Allemagne \| Gerolsteiner \| + 53 s \| \| 5e \| Niklas Axelsson \| Suède \| Serramenti PVC Diquigiovanni-Androni Giocattoli \| + 1 min 32 s \| \| 6e \| Gustav Larsson \| Suède \| CSC \| + 1 min 36 s \| \| 7e \| Filippo Pozzato \| Italie \| Liquigas \| + 1 min 44 s \| \| 8e \| Ryder Hesjedal \| Canada \| Slipstream-Chipotle \| + 1 min 53 s \| \| 9e \| Patxi Vila \| Espagne \| Lampre \| + 2 min 34 s \| \| 10e \| Tom Stubbe \| Belgique \| La Française des jeux \| + 2 min 45 s \| |                   |           |                                                 |                  |
| |                   |           |                                                 |                  |
| |                   |           |                                                 |                  |
| Classement général |                   |           |                                                 |                  |
| Coureur | Coureur           | Pays      | Équipe                                          | Temps            |
| 1er | Fabian Cancellara | Suisse    | CSC                                             | 28 h 06 min 01 s |
| 2e | Enrico Gasparotto | Italie    | Barloworld                                      | + 16 s           |
| 3e | Thomas Lövkvist   | Suède     | High Road                                       | + 40 s           |
| 4e | Markus Fothen     | Allemagne | Gerolsteiner                                    | + 53 s           |
| 5e | Niklas Axelsson   | Suède     | Serramenti PVC Diquigiovanni-Androni Giocattoli | + 1 min 32 s     |
| 6e | Gustav Larsson    | Suède     | CSC                                             | + 1 min 36 s     |
| 7e | Filippo Pozzato   | Italie    | Liquigas                                        | + 1 min 44 s     |
| 8e | Ryder Hesjedal    | Canada    | Slipstream-Chipotle                             | + 1 min 53 s     |
| 9e | Patxi Vila        | Espagne   | Lampre                                          | + 2 min 34 s     |
| 10e | Tom Stubbe        | Belgique  | La Française des jeux                           | + 2 min 45 s     |

### Classements annexes
| Classement par points | Classement par points | Classement par points | Classement par points                           | Classement par points |
| Coureur               | Coureur               | Pays                  | Équipe                                          | Points                |
| --------------------- | --------------------- | --------------------- | ----------------------------------------------- | --------------------- |
| 1er                   | Óscar Freire          | Espagne               | Rabobank                                        | 34 pts                |
| 2e                    | Enrico Gasparotto     | Italie                | Barloworld                                      | 29 pts                |
| 3e                    | Filippo Pozzato       | Italie                | Liquigas                                        | 22 pts                |
| 4e                    | Danilo Di Luca        | Italie                | LPR Brakes-Ballan                               | 22 pts                |
| 5e                    | Thomas Lövkvist       | Suède                 | High Road                                       | 20 pts                |
| 6e                    | Niklas Axelsson       | Suède                 | Serramenti PVC Diquigiovanni-Androni Giocattoli | 18 pts                |
| 7e                    | José Joaquín Rojas    | Espagne               | Caisse d'Épargne                                | 17 pts                |
| 8e                    | Markus Fothen         | Allemagne             | Gerolsteiner                                    | 14 pts                |
| 9e                    | Fabian Cancellara     | Suisse                | CSC                                             | 13 pts                |
| 10e                   | Joaquim Rodríguez     | Espagne               | Caisse d'Épargne                                | 12 pts                |

| Classement par points | Classement par points | Classement par points | Classement par points                           | Classement par points |
| Coureur               | Coureur               | Pays                  | Équipe                                          | Points                |
| --------------------- | --------------------- | --------------------- | ----------------------------------------------- | --------------------- |
| 1er                   | Óscar Freire          | Espagne               | Rabobank                                        | 34 pts                |
| 2e                    | Enrico Gasparotto     | Italie                | Barloworld                                      | 29 pts                |
| 3e                    | Filippo Pozzato       | Italie                | Liquigas                                        | 22 pts                |
| 4e                    | Danilo Di Luca        | Italie                | LPR Brakes-Ballan                               | 22 pts                |
| 5e                    | Thomas Lövkvist       | Suède                 | High Road                                       | 20 pts                |
| 6e                    | Niklas Axelsson       | Suède                 | Serramenti PVC Diquigiovanni-Androni Giocattoli | 18 pts                |
| 7e                    | José Joaquín Rojas    | Espagne               | Caisse d'Épargne                                | 17 pts                |
| 8e                    | Markus Fothen         | Allemagne             | Gerolsteiner                                    | 14 pts                |
| 9e                    | Fabian Cancellara     | Suisse                | CSC                                             | 13 pts                |
| 10e                   | Joaquim Rodríguez     | Espagne               | Caisse d'Épargne                                | 12 pts                |

| Classement de la montagne | Classement de la montagne  | Classement de la montagne | Classement de la montagne                       | Classement de la montagne |
| Coureur                   | Coureur                    | Pays                      | Équipe                                          | Points                    |
| ------------------------- | -------------------------- | ------------------------- | ----------------------------------------------- | ------------------------- |
| 1er                       | Lloyd Mondory              | France                    | AG2R-La Mondiale                                | 16 pts                    |
| 2e                        | Juan José Oroz             | Espagne                   | Euskaltel-Euskadi                               | 15 pts                    |
| 3e                        | Renaud Dion                | France                    | AG2R-La Mondiale                                | 11 pts                    |
| 4e                        | Yuriy Krivtsov             | Ukraine                   | AG2R-La Mondiale                                | 7 pts                     |
| 5e                        | José Vicente García Acosta | Espagne                   | Caisse d'Épargne                                | 6 pts                     |
| 6e                        | Niklas Axelsson            | Suède                     | Serramenti PVC Diquigiovanni-Androni Giocattoli | 5 pts                     |
| 7e                        | Filippo Pozzato            | Italie                    | Liquigas                                        | 5 pts                     |
| 8e                        | Enrico Gasparotto          | Italie                    | Barloworld                                      | 5 pts                     |
| 9e                        | Pablo Lastras              | Espagne                   | Caisse d'Épargne                                | 4 pts                     |
| 10e                       | Mikhail Ignatiev           | Russie                    | Tinkoff Credit Systems                          | 3 pts                     |

| Classement de la montagne | Classement de la montagne  | Classement de la montagne | Classement de la montagne                       | Classement de la montagne |
| Coureur                   | Coureur                    | Pays                      | Équipe                                          | Points                    |
| ------------------------- | -------------------------- | ------------------------- | ----------------------------------------------- | ------------------------- |
| 1er                       | Lloyd Mondory              | France                    | AG2R-La Mondiale                                | 16 pts                    |
| 2e                        | Juan José Oroz             | Espagne                   | Euskaltel-Euskadi                               | 15 pts                    |
| 3e                        | Renaud Dion                | France                    | AG2R-La Mondiale                                | 11 pts                    |
| 4e                        | Yuriy Krivtsov             | Ukraine                   | AG2R-La Mondiale                                | 7 pts                     |
| 5e                        | José Vicente García Acosta | Espagne                   | Caisse d'Épargne                                | 6 pts                     |
| 6e                        | Niklas Axelsson            | Suède                     | Serramenti PVC Diquigiovanni-Androni Giocattoli | 5 pts                     |
| 7e                        | Filippo Pozzato            | Italie                    | Liquigas                                        | 5 pts                     |
| 8e                        | Enrico Gasparotto          | Italie                    | Barloworld                                      | 5 pts                     |
| 9e                        | Pablo Lastras              | Espagne                   | Caisse d'Épargne                                | 4 pts                     |
| 10e                       | Mikhail Ignatiev           | Russie                    | Tinkoff Credit Systems                          | 3 pts                     |

| Classement du meilleur jeune | Classement du meilleur jeune | Classement du meilleur jeune | Classement du meilleur jeune | Classement du meilleur jeune |
| Coureur                      | Coureur                      | Pays                         | Équipe                       | Temps                        |
| ---------------------------- | ---------------------------- | ---------------------------- | ---------------------------- | ---------------------------- |
| 1er                          | Thomas Lövkvist              | Suède                        | High Road                    | 28 h 09 min 01 s             |
| 2e                           | Giovanni Visconti            | Italie                       | Quick Step                   | + 3 min 40 s                 |
| 3e                           | Sebastian Langeveld          | Pays-Bas                     | Rabobank                     | + 8 min 20 s                 |
| 4e                           | Valerio Agnoli               | Italie                       | Liquigas                     | + 9 min 14 s                 |
| 5e                           | Dries Devenyns               | Belgique                     | Silence-Lotto                | + 12 min 41 s                |
| 6e                           | Eros Capecchi                | Italie                       | Saunier Duval-Scott          | + 16 min 48 s                |
| 7e                           | José Joaquín Rojas           | Espagne                      | Caisse d'Épargne             | + 18 min 46 s                |
| 8e                           | Andy Schleck                 | Luxembourg                   | CSC                          | + 19 min 57 s                |
| 9e                           | Heinrich Haussler            | Allemagne                    | Gerolsteiner                 | + 25 min 51 s                |
| 10e                          | Marco Bandiera               | Italie                       | Lampre                       | + 27 min 35 s                |

| Classement du meilleur jeune | Classement du meilleur jeune | Classement du meilleur jeune | Classement du meilleur jeune | Classement du meilleur jeune |
| Coureur                      | Coureur                      | Pays                         | Équipe                       | Temps                        |
| ---------------------------- | ---------------------------- | ---------------------------- | ---------------------------- | ---------------------------- |
| 1er                          | Thomas Lövkvist              | Suède                        | High Road                    | 28 h 09 min 01 s             |
| 2e                           | Giovanni Visconti            | Italie                       | Quick Step                   | + 3 min 40 s                 |
| 3e                           | Sebastian Langeveld          | Pays-Bas                     | Rabobank                     | + 8 min 20 s                 |
| 4e                           | Valerio Agnoli               | Italie                       | Liquigas                     | + 9 min 14 s                 |
| 5e                           | Dries Devenyns               | Belgique                     | Silence-Lotto                | + 12 min 41 s                |
| 6e                           | Eros Capecchi                | Italie                       | Saunier Duval-Scott          | + 16 min 48 s                |
| 7e                           | José Joaquín Rojas           | Espagne                      | Caisse d'Épargne             | + 18 min 46 s                |
| 8e                           | Andy Schleck                 | Luxembourg                   | CSC                          | + 19 min 57 s                |
| 9e                           | Heinrich Haussler            | Allemagne                    | Gerolsteiner                 | + 25 min 51 s                |
| 10e                          | Marco Bandiera               | Italie                       | Lampre                       | + 27 min 35 s                |

| Classement par équipes | Classement par équipes                          | Classement par équipes | Classement par équipes |
| Équipe                 | Équipe                                          | Pays                   | Temps                  |
| ---------------------- | ----------------------------------------------- | ---------------------- | ---------------------- |
| 1re                    | High Road                                       | États-Unis             | 84 h 30 min 51 s       |
| 2e                     | Serramenti PVC Diquigiovanni-Androni Giocattoli | Italie                 | + 2 min 44 s           |
| 3e                     | Caisse d'Épargne                                | Espagne                | + 3 min 37 s           |
| 4e                     | Liquigas                                        | Italie                 | + 3 min 38 s           |
| 5e                     | CSC                                             | Danemark               | + 5 min 34 s           |
| 6e                     | Tinkoff Credit Systems                          | Russie                 | + 8 min 24 s           |
| 7e                     | Lampre                                          | Italie                 | + 8 min 37 s           |
| 8e                     | Barloworld                                      | Royaume-Uni            | + 10 min 42 s          |
| 9e                     | Quick Step                                      | Belgique               | + 11 min 07 s          |
| 10e                    | LPR Brakes-Farnese Vini                         | Irlande                | + 12 min 34 s          |

| Classement par équipes | Classement par équipes                          | Classement par équipes | Classement par équipes |
| Équipe                 | Équipe                                          | Pays                   | Temps                  |
| ---------------------- | ----------------------------------------------- | ---------------------- | ---------------------- |
| 1re                    | High Road                                       | États-Unis             | 84 h 30 min 51 s       |
| 2e                     | Serramenti PVC Diquigiovanni-Androni Giocattoli | Italie                 | + 2 min 44 s           |
| 3e                     | Caisse d'Épargne                                | Espagne                | + 3 min 37 s           |
| 4e                     | Liquigas                                        | Italie                 | + 3 min 38 s           |
| 5e                     | CSC                                             | Danemark               | + 5 min 34 s           |
| 6e                     | Tinkoff Credit Systems                          | Russie                 | + 8 min 24 s           |
| 7e                     | Lampre                                          | Italie                 | + 8 min 37 s           |
| 8e                     | Barloworld                                      | Royaume-Uni            | + 10 min 42 s          |
| 9e                     | Quick Step                                      | Belgique               | + 11 min 07 s          |
| 10e                    | LPR Brakes-Farnese Vini                         | Irlande                | + 12 min 34 s          |

## Évolution des classements
| Étape              |                             | Vainqueur _       | Classement général | Classement par points | Meilleur grimpeur | Meilleur jeune     | Meilleure équipe _                              |
| ------------------ | --------------------------- | ----------------- | ------------------ | --------------------- | ----------------- | ------------------ | ----------------------------------------------- |
| 1re étape          | étape de plaine             | Óscar Freire      | Óscar Freire       | Óscar Freire          | Yuriy Krivtsov    | José Joaquín Rojas | non attribué                                    |
| 2e étape           | étape vallonnée             | Raffaele Illiano  | Enrico Gasparotto  | Raffaele Illiano      | Niklas Axelsson   | Riccardo Riccò     | AG2R-La Mondiale                                |
| 3e étape           | étape vallonnée             | Joaquim Rodríguez | Niklas Axelsson    | Enrico Gasparotto     | Lloyd Mondory     | Thomas Lövkvist    | Serramenti PVC Diquigiovanni-Androni Giocattoli |
| 4e étape           | étape de plaine             | Óscar Freire      | Niklas Axelsson    | Enrico Gasparotto     | Lloyd Mondory     | Thomas Lövkvist    | Serramenti PVC Diquigiovanni-Androni Giocattoli |
| 5e étape           | contre-la-montre individuel | Fabian Cancellara | Fabian Cancellara  | Enrico Gasparotto     | Lloyd Mondory     | Thomas Lövkvist    | High Road                                       |
| 6e étape           | étape de plaine             | Óscar Freire      | Fabian Cancellara  | Óscar Freire          | Juan José Oroz    | Thomas Lövkvist    | High Road                                       |
| 7e étape           | étape de plaine             | Francesco Chicchi | Fabian Cancellara  | Óscar Freire          | Lloyd Mondory     | Thomas Lövkvist    | High Road                                       |
| Classements finals | Classements finals          |                   | Fabian Cancellara  | Óscar Freire          | Lloyd Mondory     | Thomas Lövkvist    | High Road                                       |

## Liste des participants
| Quick Step QST | Quick Step QST          | Quick Step QST |
| -------------- | ----------------------- | -------------- |
| Num            | Coureur                 | Pos            |
| 1              | Paolo Bettini (ITA)     | 78e            |
| 2              | Tom Boonen (BEL)        | 89e            |
| 3              | Steven de Jongh (NED)   | 85e            |
| 4              | Stijn Devolder (BEL)    | 33e            |
| 5              | Mauro Facci (ITA)       | 124e           |
| 6              | Andrea Tonti (ITA)      | 29e            |
| 7              | Giovanni Visconti (ITA) | 18e            |
| 8              | Maarten Wynants (BEL)   | 64e            |

| AG2R-La Mondiale ALM | AG2R-La Mondiale ALM   | AG2R-La Mondiale ALM |
| -------------------- | ---------------------- | -------------------- |
| Num                  | Coureur                | Pos                  |
| 11                   | Tadej Valjavec (SLO)   | 14e                  |
| 12                   | Renaud Dion (FRA)      | 102e                 |
| 13                   | Vladimir Efimkin (RUS) | 31e                  |
| 14                   | Martin Elmiger (SUI)   | 43e                  |
| 15                   | Yuriy Krivtsov (UKR)   | 48e                  |
| 16                   | Rene Mandri (EST)      | 106e                 |
| 17                   | Lloyd Mondory (FRA)    | 66e                  |
| 18                   | Aliaksandr Usau (BLR)  | 140e                 |

| Barloworld BAR | Barloworld BAR             | Barloworld BAR |
| -------------- | -------------------------- | -------------- |
| Num            | Coureur                    | Pos            |
| 21             | Marco Corti (ITA)          | 133e           |
| 22             | Patrick Calcagni (SUI)     | 26e            |
| 23             | Félix Cárdenas (COL)       | 112e           |
| 24             | Giampaolo Cheula (ITA)     | 39e            |
| 25             | Baden Cooke (AUS)          | 35e            |
| 26             | Enrico Gasparotto (ITA)    | 2e             |
| 27             | Paolo Longo Borghini (ITA) | 86e            |
| 28             | Carlo Scognamiglio (ITA)   | 122e           |

| Caisse d'Épargne GCE | Caisse d'Épargne GCE             | Caisse d'Épargne GCE |
| -------------------- | -------------------------------- | -------------------- |
| Num                  | Coureur                          | Pos                  |
| 31                   | José Vicente García Acosta (ESP) | 128e                 |
| 32                   | Imanol Erviti (ESP)              | 105e                 |
| 33                   | José Iván Gutiérrez (ESP)        | 40e                  |
| 34                   | Vladimir Karpets (RUS)           | 49e                  |
| 35                   | Pablo Lastras (ESP)              | 54e                  |
| 36                   | Luis Pasamontes (ESP)            | 11e                  |
| 37                   | José Joaquín Rojas (ESP)         | 51e                  |
| 38                   | Joaquim Rodríguez (ESP)          | 34e                  |

| Cofidis-Le Crédit par Téléphone COF | Cofidis-Le Crédit par Téléphone COF | Cofidis-Le Crédit par Téléphone COF |
| ----------------------------------- | ----------------------------------- | ----------------------------------- |
| Num                                 | Coureur                             | Pos                                 |
| 41                                  | Mickaël Buffaz (FRA)                | 104e                                |
| 42                                  | Kevin De Weert (BEL)                | 123e                                |
| 43                                  | Hervé Duclos-Lassalle (FRA)         | 94e                                 |
| 44                                  | Frank Høj (DEN)                     | 148e                                |
| 45                                  | Nick Nuyens (BEL)                   | 71e                                 |
| 46                                  | Staf Scheirlinckx (BEL)             | 65e                                 |
| 47                                  | Tristan Valentin (FRA)              | 27e                                 |
| 48                                  | Rik Verbrugghe (BEL)                | 127e                                |

| CSF Group Navigare CSF | CSF Group Navigare CSF     | CSF Group Navigare CSF |
| ---------------------- | -------------------------- | ---------------------- |
| Num                    | Coureur                    | Pos                    |
| 51                     | Emanuele Sella (ITA)       | 19e                    |
| 52                     | Fortunato Baliani (ITA)    | 82e                    |
| 53                     | Luis Felipe Laverde (COL)  | 91e                    |
| 54                     | Maximiliano Richeze (ARG)  | 96e                    |
| 55                     | Tiziano Dall'Antonia (ITA) | 103e                   |
| 56                     | Matteo Priamo (ITA)        | 84e                    |
| 57                     | Francesco Tomei (ITA)      | 144e                   |
| 58                     | Filippo Savini (ITA)       | 98e                    |

| Serramenti PVC Diquigiovanni-Androni Giocattoli SDA | Serramenti PVC Diquigiovanni-Androni Giocattoli SDA | Serramenti PVC Diquigiovanni-Androni Giocattoli SDA |
| --------------------------------------------------- | --------------------------------------------------- | --------------------------------------------------- |
| Num                                                 | Coureur                                             | Pos                                                 |
| 61                                                  | Francesco Ginanni (ITA)                             | AB-7                                                |
| 62                                                  | Alessandro Bertolini (ITA)                          | 79e                                                 |
| 63                                                  | Danilo Hondo (GER)                                  | 99e                                                 |
| 64                                                  | Daniele Nardello (ITA)                              | 25e                                                 |
| 65                                                  | Niklas Axelsson (SWE)                               | 5e                                                  |
| 66                                                  | Gabriele Missaglia (ITA)                            | 16e                                                 |
| 67                                                  | Raffaele Illiano (ITA)                              | 62e                                                 |
| 68                                                  | José Serpa (COL)                                    | 15e                                                 |

| Euskaltel-Euskadi EUS | Euskaltel-Euskadi EUS  | Euskaltel-Euskadi EUS |
| --------------------- | ---------------------- | --------------------- |
| Num                   | Coureur                | Pos                   |
| 71                    | Javier Aramendia (ESP) | 143e                  |
| 72                    | Aitor Galdós (ESP)     | 87e                   |
| 73                    | Íñigo Landaluze (ESP)  | 23e                   |
| 74                    | Antton Luengo (ESP)    | AB-2                  |
| 75                    | Egoi Martínez (ESP)    | 47e                   |
| 76                    | Juan José Oroz (ESP)   | 59e                   |
| 77                    | Rubén Pérez (ESP)      | 37e                   |
| 78                    | Alan Pérez (ESP)       | 101e                  |

| La Française des jeux FDJ | La Française des jeux FDJ | La Française des jeux FDJ |
| ------------------------- | ------------------------- | ------------------------- |
| Num                       | Coureur                   | Pos                       |
| 81                        | Sébastien Chavanel (FRA)  | 139e                      |
| 82                        | Mickaël Delage (FRA)      | 108e                      |
| 83                        | Guillaume Levarlet (FRA)  | 110e                      |
| 84                        | Frédéric Guesdon (FRA)    | 67e                       |
| 85                        | Gianni Meersman (BEL)     | 126e                      |
| 86                        | Christophe Mengin (FRA)   | 69e                       |
| 87                        | Tom Stubbe (BEL)          | 10e                       |
| 88                        | Jussi Veikkanen (FIN)     | 17e                       |

| Gerolsteiner GST | Gerolsteiner GST        | Gerolsteiner GST |
| ---------------- | ----------------------- | ---------------- |
| Num              | Coureur                 | Pos              |
| 91               | Ronny Scholz (GER)      | AB-7             |
| 92               | Markus Fothen (GER)     | 4e               |
| 93               | Oscar Gatto (ITA)       | 141e             |
| 94               | Heinrich Haussler (GER) | 83e              |
| 95               | Sven Krauss (GER)       | 115e             |
| 96               | Sebastian Lang (GER)    | AB-2             |
| 97               | Stephan Schreck (GER)   | 81e              |
| 98               | Fabian Wegmann (GER)    | 41e              |

| High Road THR | High Road THR         | High Road THR |
| ------------- | --------------------- | ------------- |
| Num           | Coureur               | Pos           |
| 101           | Mark Cavendish (GBR)  | 131e          |
| 102           | Gerald Ciolek (GER)   | AB-7          |
| 103           | Linus Gerdemann (GER) | NP-6          |
| 104           | Bert Grabsch (GER)    | 73e           |
| 105           | Roger Hammond (GBR)   | 75e           |
| 106           | George Hincapie (USA) | 22e           |
| 107           | Kim Kirchen (LUX)     | AB-7          |
| 108           | Thomas Lövkvist (SWE) | 3e            |

| Lampre LAM | Lampre LAM              | Lampre LAM |
| ---------- | ----------------------- | ---------- |
| Num        | Coureur                 | Pos        |
| 111        | Alessandro Ballan (ITA) | 13e        |
| 112        | Fabio Baldato (ITA)     | 119e       |
| 113        | Marco Bandiera (ITA)    | 90e        |
| 114        | Paolo Fornaciari (ITA)  | 132e       |
| 115        | Danilo Napolitano (ITA) | 145e       |
| 116        | Marzio Bruseghin (ITA)  | 52e        |
| 117        | Christian Murro (ITA)   | AB-7       |
| 118        | Patxi Vila (ESP)        | 9e         |

| Liquigas LIQ | Liquigas LIQ            | Liquigas LIQ |
| ------------ | ----------------------- | ------------ |
| Num          | Coureur                 | Pos          |
| 121          | Filippo Pozzato (ITA)   | 7e           |
| 122          | Valerio Agnoli (ITA)    | 32e          |
| 123          | Francesco Chicchi (ITA) | 136e         |
| 124          | Mauro Da Dalto (ITA)    | 76e          |
| 125          | Murilo Fischer (BRA)    | 72e          |
| 126          | Franco Pellizotti (ITA) | 21e          |
| 127          | Manuel Quinziato (ITA)  | 60e          |
| 128          | Frederik Willems (BEL)  | 45e          |

| LPR Brakes-Ballan LPR | LPR Brakes-Ballan LPR     | LPR Brakes-Ballan LPR |
| --------------------- | ------------------------- | --------------------- |
| Num                   | Coureur                   | Pos                   |
| 131                   | Paolo Bailetti (ITA)      | 38e                   |
| 132                   | Riccardo Chiarini (ITA)   | 107e                  |
| 133                   | Claudio Cucinotta (ITA)   | 146e                  |
| 134                   | Danilo Di Luca (ITA)      | 24e                   |
| 135                   | Giairo Ermeti (ITA)       | 137e                  |
| 136                   | Jure Golčer (SLO)         | 46e                   |
| 137                   | Daniele Pietropolli (ITA) | AB-7                  |
| 138                   | Paolo Savoldelli (ITA)    | 28e                   |

| Rabobank RAB | Rabobank RAB              | Rabobank RAB |
| ------------ | ------------------------- | ------------ |
| Num          | Coureur                   | Pos          |
| 141          | Óscar Freire (ESP)        | 93e          |
| 142          | Theo Eltink (NED)         | 125e         |
| 143          | Pedro Horrillo (ESP)      | 58e          |
| 144          | Sebastian Langeveld (NED) | 30e          |
| 145          | Gerben Löwik (NED)        | 130e         |
| 146          | Paul Martens (GER)        | 109e         |
| 147          | Grischa Niermann (GER)    | 77e          |
| 148          | Joost Posthuma (NED)      | NP-4         |

| Saunier Duval-Scott SDV | Saunier Duval-Scott SDV   | Saunier Duval-Scott SDV |
| ----------------------- | ------------------------- | ----------------------- |
| Num                     | Coureur                   | Pos                     |
| 151                     | Riccardo Riccò (ITA)      | 95e                     |
| 152                     | Rubens Bertogliati (SUI)  | AB-3                    |
| 153                     | Raivis Belohvoščiks (LAT) | 134e                    |
| 154                     | Eros Capecchi (ITA)       | 44e                     |
| 155                     | Ermanno Capelli (ITA)     | 142e                    |
| 156                     | Leonardo Piepoli (ITA)    | AB-7                    |
| 157                     | Ángel Gómez (ESP)         | 42e                     |
| 158                     | Luciano Pagliarini (BRA)  | AB-7                    |

| Silence-Lotto SIL | Silence-Lotto SIL        | Silence-Lotto SIL |
| ----------------- | ------------------------ | ----------------- |
| Num               | Coureur                  | Pos               |
| 161               | Robbie McEwen (AUS)      | 117e              |
| 162               | Gorik Gardeyn (BEL)      | 114e              |
| 163               | Leif Hoste (BEL)         | AB-7              |
| 164               | Roy Sentjens (BEL)       | 63e               |
| 165               | Maarten Tjallingii (NED) | 88e               |
| 166               | Wim Van Huffel (BEL)     | 56e               |
| 167               | Wim Vansevenant (BEL)    | AB-7              |
| 168               | Dries Devenyns (BEL)     | 36e               |

| Slipstream-Chipotle TSL | Slipstream-Chipotle TSL  | Slipstream-Chipotle TSL |
| ----------------------- | ------------------------ | ----------------------- |
| Num                     | Coureur                  | Pos                     |
| 171                     | Magnus Bäckstedt (SWE)   | 147e                    |
| 172                     | Julian Dean (NZL)        | 118e                    |
| 173                     | Christopher Sutton (AUS) | 121e                    |
| 174                     | Timothy Duggan (USA)     | 70e                     |
| 175                     | William Frischkorn (USA) | 111e                    |
| 176                     | David Zabriskie (USA)    | AB-7                    |
| 177                     | Martijn Maaskant (NED)   | 120e                    |
| 178                     | Ryder Hesjedal (CAN)     | 8e                      |

| CSC | CSC                     | CSC  |
| --- | ----------------------- | ---- |
| Num | Coureur                 | Pos  |
| 181 | Fabian Cancellara (SUI) | 1er  |
| 182 | Allan Johansen (DEN)    | 129e |
| 183 | Andy Schleck (LUX)      | 53e  |
| 184 | Gustav Larsson (SWE)    | 6e   |
| 185 | Lars Bak (DEN)          | 135e |
| 186 | Kurt Asle Arvesen (NOR) | 55e  |
| 187 | Matti Breschel (DEN)    | 116e |
| 188 | Stuart O'Grady (AUS)    | 68e  |

| Team Milram MRM | Team Milram MRM           | Team Milram MRM |
| --------------- | ------------------------- | --------------- |
| Num             | Coureur                   | Pos             |
| 191             | Alessandro Petacchi (ITA) | 74e             |
| 192             | Erik Zabel (GER)          | 61e             |
| 193             | Igor Astarloa (ESP)       | 50e             |
| 194             | Martin Müller (GER)       | 138e            |
| 195             | Alberto Ongarato (ITA)    | 100e            |
| 196             | Enrico Poitschke (GER)    | AB-7            |
| 197             | Fabio Sabatini (ITA)      | 92e             |
| 198             | Marco Velo (ITA)          | 80e             |

| Tinkoff Credit Systems TCS | Tinkoff Credit Systems TCS | Tinkoff Credit Systems TCS |
| -------------------------- | -------------------------- | -------------------------- |
| Num                        | Coureur                    | Pos                        |
| 201                        | Pavel Brutt (RUS)          | 57e                        |
| 202                        | Evgueni Petrov (RUS)       | 20e                        |
| 203                        | Alberto Loddo (ITA)        | AB-7                       |
| 204                        | Daniele Contrini (ITA)     | AB-7                       |
| 205                        | Luca Mazzanti (ITA)        | 12e                        |
| 206                        | Alexander Serov (RUS)      | 97e                        |
| 207                        | Mikhail Ignatiev (RUS)     | 113e                       |
| 208                        | Vasil Kiryienka (BLR)      | AB-7                       |

| Quick Step QST | Quick Step QST          | Quick Step QST |
| -------------- | ----------------------- | -------------- |
| Num            | Coureur                 | Pos            |
| 1              | Paolo Bettini (ITA)     | 78e            |
| 2              | Tom Boonen (BEL)        | 89e            |
| 3              | Steven de Jongh (NED)   | 85e            |
| 4              | Stijn Devolder (BEL)    | 33e            |
| 5              | Mauro Facci (ITA)       | 124e           |
| 6              | Andrea Tonti (ITA)      | 29e            |
| 7              | Giovanni Visconti (ITA) | 18e            |
| 8              | Maarten Wynants (BEL)   | 64e            |

| AG2R-La Mondiale ALM | AG2R-La Mondiale ALM   | AG2R-La Mondiale ALM |
| -------------------- | ---------------------- | -------------------- |
| Num                  | Coureur                | Pos                  |
| 11                   | Tadej Valjavec (SLO)   | 14e                  |
| 12                   | Renaud Dion (FRA)      | 102e                 |
| 13                   | Vladimir Efimkin (RUS) | 31e                  |
| 14                   | Martin Elmiger (SUI)   | 43e                  |
| 15                   | Yuriy Krivtsov (UKR)   | 48e                  |
| 16                   | Rene Mandri (EST)      | 106e                 |
| 17                   | Lloyd Mondory (FRA)    | 66e                  |
| 18                   | Aliaksandr Usau (BLR)  | 140e                 |

| Barloworld BAR | Barloworld BAR             | Barloworld BAR |
| -------------- | -------------------------- | -------------- |
| Num            | Coureur                    | Pos            |
| 21             | Marco Corti (ITA)          | 133e           |
| 22             | Patrick Calcagni (SUI)     | 26e            |
| 23             | Félix Cárdenas (COL)       | 112e           |
| 24             | Giampaolo Cheula (ITA)     | 39e            |
| 25             | Baden Cooke (AUS)          | 35e            |
| 26             | Enrico Gasparotto (ITA)    | 2e             |
| 27             | Paolo Longo Borghini (ITA) | 86e            |
| 28             | Carlo Scognamiglio (ITA)   | 122e           |

| Caisse d'Épargne GCE | Caisse d'Épargne GCE             | Caisse d'Épargne GCE |
| -------------------- | -------------------------------- | -------------------- |
| Num                  | Coureur                          | Pos                  |
| 31                   | José Vicente García Acosta (ESP) | 128e                 |
| 32                   | Imanol Erviti (ESP)              | 105e                 |
| 33                   | José Iván Gutiérrez (ESP)        | 40e                  |
| 34                   | Vladimir Karpets (RUS)           | 49e                  |
| 35                   | Pablo Lastras (ESP)              | 54e                  |
| 36                   | Luis Pasamontes (ESP)            | 11e                  |
| 37                   | José Joaquín Rojas (ESP)         | 51e                  |
| 38                   | Joaquim Rodríguez (ESP)          | 34e                  |

| Cofidis-Le Crédit par Téléphone COF | Cofidis-Le Crédit par Téléphone COF | Cofidis-Le Crédit par Téléphone COF |
| ----------------------------------- | ----------------------------------- | ----------------------------------- |
| Num                                 | Coureur                             | Pos                                 |
| 41                                  | Mickaël Buffaz (FRA)                | 104e                                |
| 42                                  | Kevin De Weert (BEL)                | 123e                                |
| 43                                  | Hervé Duclos-Lassalle (FRA)         | 94e                                 |
| 44                                  | Frank Høj (DEN)                     | 148e                                |
| 45                                  | Nick Nuyens (BEL)                   | 71e                                 |
| 46                                  | Staf Scheirlinckx (BEL)             | 65e                                 |
| 47                                  | Tristan Valentin (FRA)              | 27e                                 |
| 48                                  | Rik Verbrugghe (BEL)                | 127e                                |

| CSF Group Navigare CSF | CSF Group Navigare CSF     | CSF Group Navigare CSF |
| ---------------------- | -------------------------- | ---------------------- |
| Num                    | Coureur                    | Pos                    |
| 51                     | Emanuele Sella (ITA)       | 19e                    |
| 52                     | Fortunato Baliani (ITA)    | 82e                    |
| 53                     | Luis Felipe Laverde (COL)  | 91e                    |
| 54                     | Maximiliano Richeze (ARG)  | 96e                    |
| 55                     | Tiziano Dall'Antonia (ITA) | 103e                   |
| 56                     | Matteo Priamo (ITA)        | 84e                    |
| 57                     | Francesco Tomei (ITA)      | 144e                   |
| 58                     | Filippo Savini (ITA)       | 98e                    |

| Serramenti PVC Diquigiovanni-Androni Giocattoli SDA | Serramenti PVC Diquigiovanni-Androni Giocattoli SDA | Serramenti PVC Diquigiovanni-Androni Giocattoli SDA |
| --------------------------------------------------- | --------------------------------------------------- | --------------------------------------------------- |
| Num                                                 | Coureur                                             | Pos                                                 |
| 61                                                  | Francesco Ginanni (ITA)                             | AB-7                                                |
| 62                                                  | Alessandro Bertolini (ITA)                          | 79e                                                 |
| 63                                                  | Danilo Hondo (GER)                                  | 99e                                                 |
| 64                                                  | Daniele Nardello (ITA)                              | 25e                                                 |
| 65                                                  | Niklas Axelsson (SWE)                               | 5e                                                  |
| 66                                                  | Gabriele Missaglia (ITA)                            | 16e                                                 |
| 67                                                  | Raffaele Illiano (ITA)                              | 62e                                                 |
| 68                                                  | José Serpa (COL)                                    | 15e                                                 |

| Euskaltel-Euskadi EUS | Euskaltel-Euskadi EUS  | Euskaltel-Euskadi EUS |
| --------------------- | ---------------------- | --------------------- |
| Num                   | Coureur                | Pos                   |
| 71                    | Javier Aramendia (ESP) | 143e                  |
| 72                    | Aitor Galdós (ESP)     | 87e                   |
| 73                    | Íñigo Landaluze (ESP)  | 23e                   |
| 74                    | Antton Luengo (ESP)    | AB-2                  |
| 75                    | Egoi Martínez (ESP)    | 47e                   |
| 76                    | Juan José Oroz (ESP)   | 59e                   |
| 77                    | Rubén Pérez (ESP)      | 37e                   |
| 78                    | Alan Pérez (ESP)       | 101e                  |

| La Française des jeux FDJ | La Française des jeux FDJ | La Française des jeux FDJ |
| ------------------------- | ------------------------- | ------------------------- |
| Num                       | Coureur                   | Pos                       |
| 81                        | Sébastien Chavanel (FRA)  | 139e                      |
| 82                        | Mickaël Delage (FRA)      | 108e                      |
| 83                        | Guillaume Levarlet (FRA)  | 110e                      |
| 84                        | Frédéric Guesdon (FRA)    | 67e                       |
| 85                        | Gianni Meersman (BEL)     | 126e                      |
| 86                        | Christophe Mengin (FRA)   | 69e                       |
| 87                        | Tom Stubbe (BEL)          | 10e                       |
| 88                        | Jussi Veikkanen (FIN)     | 17e                       |

| Gerolsteiner GST | Gerolsteiner GST        | Gerolsteiner GST |
| ---------------- | ----------------------- | ---------------- |
| Num              | Coureur                 | Pos              |
| 91               | Ronny Scholz (GER)      | AB-7             |
| 92               | Markus Fothen (GER)     | 4e               |
| 93               | Oscar Gatto (ITA)       | 141e             |
| 94               | Heinrich Haussler (GER) | 83e              |
| 95               | Sven Krauss (GER)       | 115e             |
| 96               | Sebastian Lang (GER)    | AB-2             |
| 97               | Stephan Schreck (GER)   | 81e              |
| 98               | Fabian Wegmann (GER)    | 41e              |

| High Road THR | High Road THR         | High Road THR |
| ------------- | --------------------- | ------------- |
| Num           | Coureur               | Pos           |
| 101           | Mark Cavendish (GBR)  | 131e          |
| 102           | Gerald Ciolek (GER)   | AB-7          |
| 103           | Linus Gerdemann (GER) | NP-6          |
| 104           | Bert Grabsch (GER)    | 73e           |
| 105           | Roger Hammond (GBR)   | 75e           |
| 106           | George Hincapie (USA) | 22e           |
| 107           | Kim Kirchen (LUX)     | AB-7          |
| 108           | Thomas Lövkvist (SWE) | 3e            |

| Lampre LAM | Lampre LAM              | Lampre LAM |
| ---------- | ----------------------- | ---------- |
| Num        | Coureur                 | Pos        |
| 111        | Alessandro Ballan (ITA) | 13e        |
| 112        | Fabio Baldato (ITA)     | 119e       |
| 113        | Marco Bandiera (ITA)    | 90e        |
| 114        | Paolo Fornaciari (ITA)  | 132e       |
| 115        | Danilo Napolitano (ITA) | 145e       |
| 116        | Marzio Bruseghin (ITA)  | 52e        |
| 117        | Christian Murro (ITA)   | AB-7       |
| 118        | Patxi Vila (ESP)        | 9e         |

| Liquigas LIQ | Liquigas LIQ            | Liquigas LIQ |
| ------------ | ----------------------- | ------------ |
| Num          | Coureur                 | Pos          |
| 121          | Filippo Pozzato (ITA)   | 7e           |
| 122          | Valerio Agnoli (ITA)    | 32e          |
| 123          | Francesco Chicchi (ITA) | 136e         |
| 124          | Mauro Da Dalto (ITA)    | 76e          |
| 125          | Murilo Fischer (BRA)    | 72e          |
| 126          | Franco Pellizotti (ITA) | 21e          |
| 127          | Manuel Quinziato (ITA)  | 60e          |
| 128          | Frederik Willems (BEL)  | 45e          |

| LPR Brakes-Ballan LPR | LPR Brakes-Ballan LPR     | LPR Brakes-Ballan LPR |
| --------------------- | ------------------------- | --------------------- |
| Num                   | Coureur                   | Pos                   |
| 131                   | Paolo Bailetti (ITA)      | 38e                   |
| 132                   | Riccardo Chiarini (ITA)   | 107e                  |
| 133                   | Claudio Cucinotta (ITA)   | 146e                  |
| 134                   | Danilo Di Luca (ITA)      | 24e                   |
| 135                   | Giairo Ermeti (ITA)       | 137e                  |
| 136                   | Jure Golčer (SLO)         | 46e                   |
| 137                   | Daniele Pietropolli (ITA) | AB-7                  |
| 138                   | Paolo Savoldelli (ITA)    | 28e                   |

| Rabobank RAB | Rabobank RAB              | Rabobank RAB |
| ------------ | ------------------------- | ------------ |
| Num          | Coureur                   | Pos          |
| 141          | Óscar Freire (ESP)        | 93e          |
| 142          | Theo Eltink (NED)         | 125e         |
| 143          | Pedro Horrillo (ESP)      | 58e          |
| 144          | Sebastian Langeveld (NED) | 30e          |
| 145          | Gerben Löwik (NED)        | 130e         |
| 146          | Paul Martens (GER)        | 109e         |
| 147          | Grischa Niermann (GER)    | 77e          |
| 148          | Joost Posthuma (NED)      | NP-4         |

| Saunier Duval-Scott SDV | Saunier Duval-Scott SDV   | Saunier Duval-Scott SDV |
| ----------------------- | ------------------------- | ----------------------- |
| Num                     | Coureur                   | Pos                     |
| 151                     | Riccardo Riccò (ITA)      | 95e                     |
| 152                     | Rubens Bertogliati (SUI)  | AB-3                    |
| 153                     | Raivis Belohvoščiks (LAT) | 134e                    |
| 154                     | Eros Capecchi (ITA)       | 44e                     |
| 155                     | Ermanno Capelli (ITA)     | 142e                    |
| 156                     | Leonardo Piepoli (ITA)    | AB-7                    |
| 157                     | Ángel Gómez (ESP)         | 42e                     |
| 158                     | Luciano Pagliarini (BRA)  | AB-7                    |

| Silence-Lotto SIL | Silence-Lotto SIL        | Silence-Lotto SIL |
| ----------------- | ------------------------ | ----------------- |
| Num               | Coureur                  | Pos               |
| 161               | Robbie McEwen (AUS)      | 117e              |
| 162               | Gorik Gardeyn (BEL)      | 114e              |
| 163               | Leif Hoste (BEL)         | AB-7              |
| 164               | Roy Sentjens (BEL)       | 63e               |
| 165               | Maarten Tjallingii (NED) | 88e               |
| 166               | Wim Van Huffel (BEL)     | 56e               |
| 167               | Wim Vansevenant (BEL)    | AB-7              |
| 168               | Dries Devenyns (BEL)     | 36e               |

| Slipstream-Chipotle TSL | Slipstream-Chipotle TSL  | Slipstream-Chipotle TSL |
| ----------------------- | ------------------------ | ----------------------- |
| Num                     | Coureur                  | Pos                     |
| 171                     | Magnus Bäckstedt (SWE)   | 147e                    |
| 172                     | Julian Dean (NZL)        | 118e                    |
| 173                     | Christopher Sutton (AUS) | 121e                    |
| 174                     | Timothy Duggan (USA)     | 70e                     |
| 175                     | William Frischkorn (USA) | 111e                    |
| 176                     | David Zabriskie (USA)    | AB-7                    |
| 177                     | Martijn Maaskant (NED)   | 120e                    |
| 178                     | Ryder Hesjedal (CAN)     | 8e                      |

| CSC | CSC                     | CSC  |
| --- | ----------------------- | ---- |
| Num | Coureur                 | Pos  |
| 181 | Fabian Cancellara (SUI) | 1er  |
| 182 | Allan Johansen (DEN)    | 129e |
| 183 | Andy Schleck (LUX)      | 53e  |
| 184 | Gustav Larsson (SWE)    | 6e   |
| 185 | Lars Bak (DEN)          | 135e |
| 186 | Kurt Asle Arvesen (NOR) | 55e  |
| 187 | Matti Breschel (DEN)    | 116e |
| 188 | Stuart O'Grady (AUS)    | 68e  |

| Team Milram MRM | Team Milram MRM           | Team Milram MRM |
| --------------- | ------------------------- | --------------- |
| Num             | Coureur                   | Pos             |
| 191             | Alessandro Petacchi (ITA) | 74e             |
| 192             | Erik Zabel (GER)          | 61e             |
| 193             | Igor Astarloa (ESP)       | 50e             |
| 194             | Martin Müller (GER)       | 138e            |
| 195             | Alberto Ongarato (ITA)    | 100e            |
| 196             | Enrico Poitschke (GER)    | AB-7            |
| 197             | Fabio Sabatini (ITA)      | 92e             |
| 198             | Marco Velo (ITA)          | 80e             |

| Tinkoff Credit Systems TCS | Tinkoff Credit Systems TCS | Tinkoff Credit Systems TCS |
| -------------------------- | -------------------------- | -------------------------- |
| Num                        | Coureur                    | Pos                        |
| 201                        | Pavel Brutt (RUS)          | 57e                        |
| 202                        | Evgueni Petrov (RUS)       | 20e                        |
| 203                        | Alberto Loddo (ITA)        | AB-7                       |
| 204                        | Daniele Contrini (ITA)     | AB-7                       |
| 205                        | Luca Mazzanti (ITA)        | 12e                        |
| 206                        | Alexander Serov (RUS)      | 97e                        |
| 207                        | Mikhail Ignatiev (RUS)     | 113e                       |
| 208                        | Vasil Kiryienka (BLR)      | AB-7                       |